# ARA La Argentina (C-3)
El buque escuela ARA La Argentina (C-3) fue un crucero ligero construido para la Armada Argentina, diseñado para entrenamiento naval de cadetes. El buque fue autorizado en 1934 y el contrato fue objeto de licitación en 1935, que fue ganado por la empresa británica Vickers-Armstrongs, a un costo de 6 millones de pesos.
La Argentina fue construido en Barrow-in-Furness, Inglaterra. Fue puesto en grada el 11 de enero de 1936 y botado el 16 de marzo de 1937; y no se lo terminó hasta el 31 de enero de 1939, debido a un retraso causado por el programa de rearme británico. Fue dado de baja en 1972 y desguazado.

## Construcción
Fue puesto en gradas el 11 de enero de 1936 y botado el 16 de marzo de 1937 siendo su madrina Ana Bernal de Justo. Fue entregado oficialmente a Argentina el 31 de enero de 1939.

## Diseño
El diseño era una versión ampliada de la clase Arethusa con torretas triples, modificado para satisfacer las necesidades de los argentinos con un buque escuela. Los cambios más significativos fueron las instalaciones de alojamiento para 60 cadetes. 

## Historia de servicio
El crucero ARA La Argentina zarpó a Buenos Aires en 1939 al mando del capitán de navío Enrique B. García. El mismo año realizó su primer viaje de instrucción con cadetes de la Escuela Naval Militar (ENM). En 1941 fue asignado a la División Cruceros.
En 1944 transportó a Río de Janeiro (Brasil) los restos del embajador José de Paula Rodríguez Alves. Posteriormente regresó a Argentina y embarcó al presidente de facto Edelmiro J. Farrell a una etapa de mar con los acorazados Moreno y Rivadavia.
Cuando el golpe de Estado de la Revolución Libertadora el crucero La Argentina se sublevó en Puerto Madryn y marchó al Río de la Plata, donde fue buque insignia de la Flota de Mar con el almirante Isaac F. Rojas hasta ser relevado por el crucero ARA 17 de Octubre. Posteriormente cumplimentó tareas de vigilancia.
En 1972 visitó Valparaíso (Chile) recibiendo a bordo al presidente Salvador Allende. El presidente Allende donó al crucero una réplica del sable del general Bernardo O'Higgins. Fue desprogramado y posteriormente vendido a la Dirección General de Fabricaciones Militares.

### Otras lecturas
- Burzaco, Ricardo (1997). Acorazados y Cruceros De La Armada Argentina. Buenos Aires: Eugenio B. ISBN 987-96764-0-8.
- Arguindeguy, Pablo (1972). Apuntes sobre los buques de la Armada Argentina (1810–1970). Buenos aires: Comando en Jefe de la Armada.

- Datos: Q2987614
- Multimedia: ARA La Argentina (C-3) / Q2987614